# Sint-Stefanuskerk (Hingene)

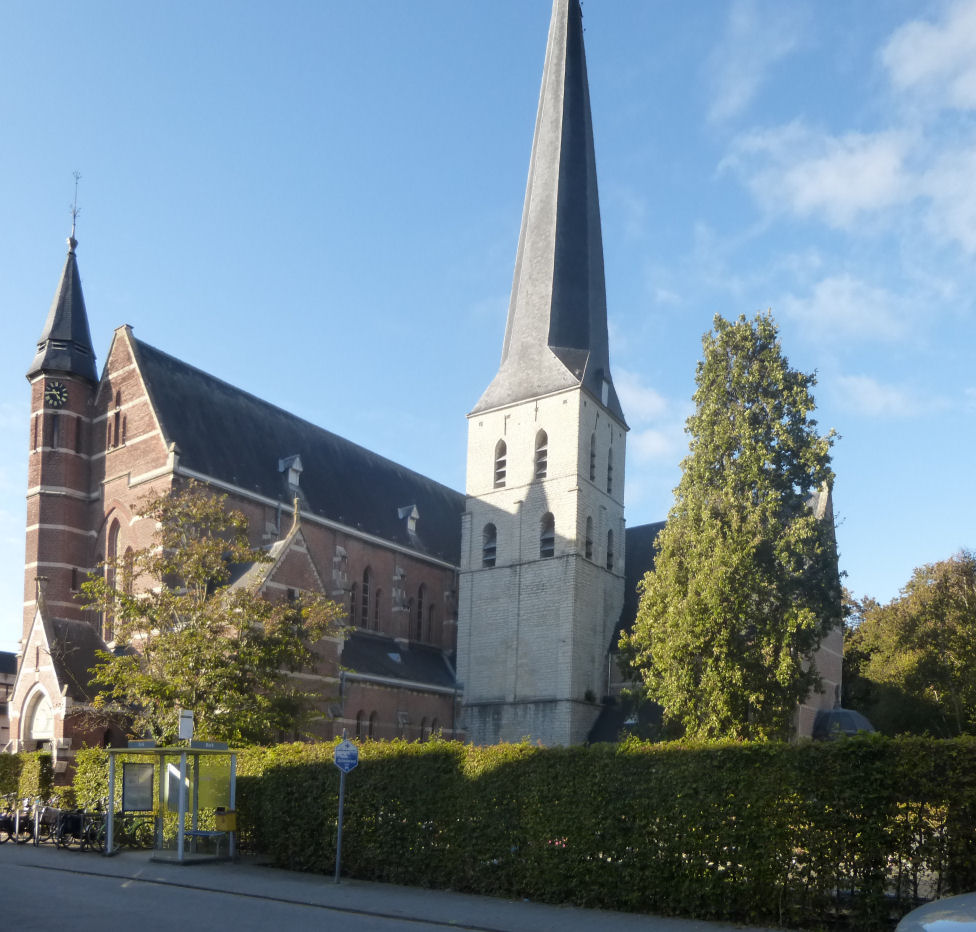
Sint-Stefanuskerk met gotische toren

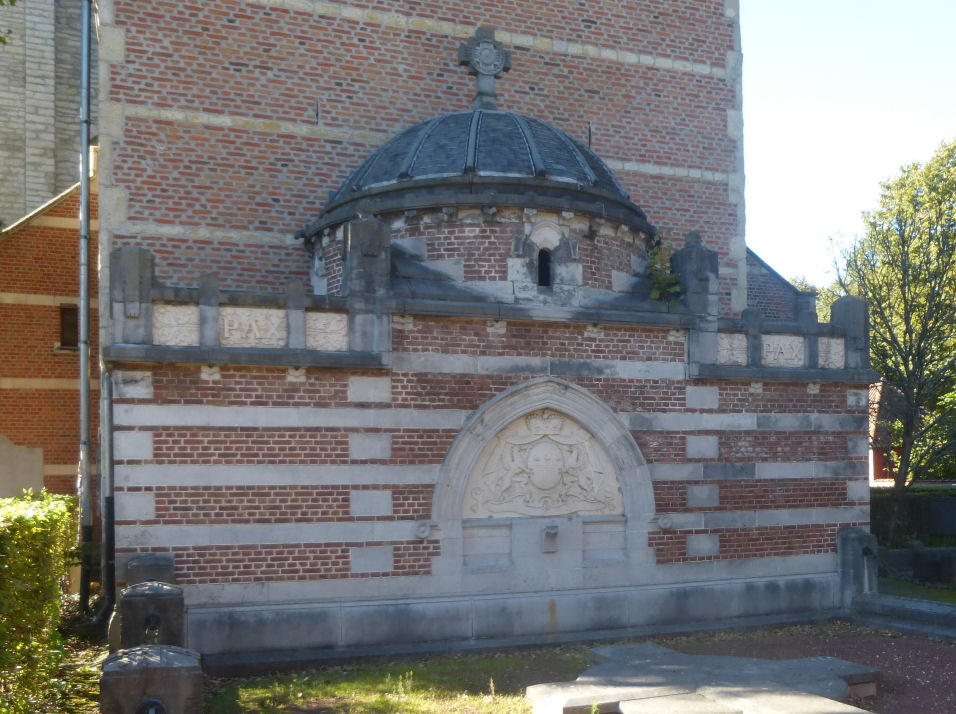
Grafkelder van de Hertog d'Ursel

De Sint-Stefanuskerk is de parochiekerk van de tot de Antwerpse gemeente Bornem behorende plaats Hingene, gelegen aan de Wolfgang d'Urselstraat 1.

## Geschiedenis
In 1225 werd het patronaatsrecht van Hingene, als hulpkerk van Bornem, bevestigd. Het is denkbaar dat de kerk een kapel verving die in de 10e eeuw was opgericht in Nattenhaasdonk, waarvan de kapel meerdere malen getroffen werd door overstromingen.
De oude kerk werd verschillende malen verbouwd, een tekening van 1687 toonde een kerk in barokstijl. In 1898 werd een groot deel van de kerk gesloopt. De toren, het koor en een deel van het transept bleven behouden. Jos Caluwaers ontwierp de nieuwe kerk, waarin genoemde delen van de oude kerk waren opgenomen. Het nieuwe gedeelte is in neogotische stijl.

## Gebouw
Het betreft een naar het zuiden georiënteerde kruisbasiliek, met links van de zuidgevel een traptoren aangebouwd. In de zuidoostelijke oksel bevindt zich de romaanse zandstenen toren die uit de 12e eeuw stamt, op de bovenste geleding na, welke in gotische stijl is. Ook het oude koor is in 15e-eeuwse, gotische stijl. Een deel van het transept is in barokstijl van 1687.

## Interieur
In de kerk bevindt zich een monument bij de ingang naar de grafkelder van de familie D'Ursel van begin 20e eeuw. De stoffelijke resten van de familie werden hier toen vanuit Hoboken naar overgebracht.
De kerk bezit enkele oude schilderijen zoals Golgotha (1608) van de Vlaamse School. Ook is er een 17e-eeuwse Steniging van Sint-Stefanus. Er is een 13e-eeuws eikenhouten Mariabeeld dat in de kasteelgracht werd gevonden en in 1878 werd hersteld. Van gepolychromeerd hout is een Sint-Jobsbeeld uit de 2e helft van de 17e eeuw. Van omstreeks 1700 is een beeld van Onze-Lieve-Vrouw van Smarten en een van Sint-Sebastiaan. Ook is er een 18e-eeuws corpus dat echter aan een vernieuwd kruis hangt.
Het kerkmeubilair is grotendeels 19e-eeuws.